# 電撃スケールモデラー
『電撃スケールモデラー』（でんげきスケールモデラー）は、アスキー・メディアワークス発行の模型雑誌である。略称は「電撃スケモ」「電スケ」。

## 創刊のきっかけと雑誌概要
もともと、『電撃ホビーマガジン』にスケールモデル関係の記事が掲載されていた。当初、『電撃ホビーマガジン』の2007年6月号の別冊付録としてVol.0が発行され、隔月刊でVol.3まで発行され2008年2月から7月までは月刊誌として発行された。
それまで『ホビマガ』では十分に紙面が得られなかったスケールモデルに焦点を当てた紙面構成になっている。作例はいずれも一流のもので、掲載された作品は電撃15年祭や秋葉原のスーパーモデラーズで展示された。
編集スタッフの多くが『電撃ホビーマガジン』とのかけもちである。執筆陣も『ホビーマガジン』からの執筆陣が担当していた。部数低迷のため2008年7月に休刊。